# Oběti války
Oběti války je americké válečné drama, které v roce 1989 natočil režisér Brian De Palma.

## Děj
Film je založen na skutečné události, která se stala ve Vietnamské válce. Skupina vojáků se rozhodne unést mladou vietnamskou dívku (Thuy Thu Le) z jedné z vesnic. Následně dívku znásilní a v této chvíli se dostává do sporu seržant Tony Meserve (Sean Penn) s Maxem Erikssonem (Michael J. Fox), který s tím nesouhlasí. Eriksson se poté snaží dívku i osvobodit, avšak ta odmítá odejít do pralesa sama.
Později se celá jednotka přesunuje k nepřátelským pozicím. Unesená dívka však kvůli zhoršujícímu se zdravotnímu stavu stále kašle, a tak aby neprozradila pozice ji nechá Meserve zabít. Následuje přestřelka, ve které je Eriksson postřelen. Vietnamská dívka však bodnutím nožů nepodlehla a pokusí se o útěk, nicméně následně je smrtelně zasažena výstřely ze zbraní několika amerických vojáků.
Po přestřelce, i přestože je Eriksson přemlouván nadřízenými, aby na věc zapomněl, věc nahlásí a vše dovede k soudu, kde jsou všichni odsouzeni různými verdikty. Meserve je odsouzen k deseti letům nucených prací, Clarke na doživotí, Hatcher k patnácti letům nucených prací a Diaz k osmi letům nucených prací. Proces s Hatcherem se později opakuje a je v něm zproštěn viny.

## Obsazení
| Michael J. Fox | Pfc. Max Eriksson     |
| Sean Penn      | Sgt. Tony Meserve     |
| Don Harvey     | Cpl. Thomas E. Clarke |
| John C. Reilly | Pfc. Herbert Hatcher  |
| John Leguizamo | Pfc. Antonio Diaz     |
| Thuy Thu Le    | Thị Oanh Thân         |
| Erik King      | Cpl. "Brownie" Brown  |
| Jack Gwaltney  | Pfc. Rowan            |
| Ving Rhames    | Lt. Reilly            |
| Dan Martin     | Hawthorne             |
| Dale Dye       | Capt. Hill            |